# 붓꼬리물가라
붓꼬리물가라(brush-tailed mulgara, 학명: Dasycercus blythi 또는 Dasycercus hillieri)는 오스트레일리아에서 발견되는 대형 식충성 유대류의 일종이다. 몸무게는 100g 이상으로 수컷이 암컷보다 약간 무겁다. 몸길이는 15cm, 꼬리 길이는 9cm 정도이다. 물가라속에 속하는 종은 2종이 알려져 있으며, 나머지 종은 볏꼬리물가라이다.

## 특징
물가라속 종들은 모두 몸무게가 100g 이상이며, 몸길이는 15cm, 꼬리 길이는 9cm 정도이다. 수컷이 일반적으로 암컷보다 더 크다.